# Live EP
Live EP – minialbum szwedzkiej grupy Anekdoten, wykonującej rock progresywny. Został wydany w 1997 i zawiera materiał koncertowy nagrany podczas występu w klubie Cosmoz w Borlänge w maju 1996.

## Lista utworów
Album zawiera utwory:
1. Nucleus – 5:10
2. The Flow – 6:04
3. A Way Of Life – 8:13
4. Karelia – 6:03

## Muzycy
Twórcami albumu są:
- Peter Nordins – perkusja
- Jan Erik Liljeström – gitara basowa, śpiew
- Nicklas Berg – gitara, melotron, śpiew
- Anna Sofi Dahlberg – wiolonczela, melotron, śpiew